# Ž̧
Cette page contient des caractères spéciaux ou non latins. S’ils s’affichent mal (▯, ?, etc.), consultez la page d’aide Unicode.
Ž̧ (minuscule : ž̧), appelé Z caron cédille, est une lettre additionnelle utilisée dans l’orthographe live de Fanny de Sivers ou dans la romanisation de l’alphabet cyrillique ISO 9.
Elle est formée d'un Z diacrité par un caron et une cédille.

## Utilisation
Fanny de Sivers utilise le Z caron cédille pour noter une consonne fricative palato-alvéolaire voisée palatalisée [ʒʲ] normalement transcrite avec Z caron ‹ ž › comme la consonne fricative palatao-alvéolaire voisée [ʒ] dans l’orthographe live moderne.
Dans l’orthographe du lutsi, une langues sud-estoniennes éteinte, proposée par Uldis Balodis, la virgule souscrite peut être utilisée pour indiquer la palatalisation des consonnes comme en letton. Pour des raisons techniques historiques, la virgule utilisée avec les consonnes palatalisée en letton est représentée avec des caractères composés avec la cédille dans Unicode ; le Z caron cédille ‹ ž̧ › peut en théorie être utilisé au lieu de Z caron virgule souscrite ‹ ž̦ ›.
Le ž̧ est utilisé dans la romanisation de l’alphabet cyrillique ISO 9 pour translittérer le jé cramponné ‹ җ › par exemple dans la romanisation du tatar notamment pour le nom de Moussa Djalil : Җәлил romanisé ‹ Ž̧a̋lil ›. La norme ISO 9 peut en théorie aussi utilisé le z caron virgule souscrite ‹ ž̦ ›.

## Représentations informatiques
Le Z caron cédille peut être représenté avec les caractères Unicode suivants :
- composé (latin étendu A, diacritiques) :

| formes    | représentations | chaînes de caractères | points de code | descriptions                                        |
| --------- | --------------- | --------------------- | -------------- | --------------------------------------------------- |
| capitale  | Ž̧               | Ž◌̧                    | U+017D U+0327  | lettre majuscule latine z caron diacritique cédille |
| minuscule | ž̧               | ž◌̧                    | U+017E U+0327  | lettre minuscule latine z caron diacritique cédille |

- décomposé (latin de base, diacritiques) :

| Formes    | Représentations | Chaînes de caractères | Points de code       | Descriptions                                                    |
| --------- | --------------- | --------------------- | -------------------- | --------------------------------------------------------------- |
| capitale  | Ž̧               | Z◌̧◌̌                   | U+005A U+0327 U+030C | lettre majuscule latine z diacritique cédille diacritique caron |
| minuscule | ž̧               | z◌̧◌̌                   | U+007A U+0327 U+030C | lettre minuscule latine z diacritique cédille diacritique caron |

## Sources
- (en) Uldis Balodis, « Writing down Lutsi: Creating an orthography for a South Estonian variety of Latgale », Valodas sistēma un lietojums, vol. 6,‎ 2015 (lire en ligne )
- Fanny de Sivers, Parlons live, une langue de la Baltique, Paris, L'Harmattan, 2001 (ISBN 2-7475-1337-8)